# Калачики мавританські
Калачики мавританські, мальва мавританська (лат. Malva mauritiana L., Malva sylvestris var. mauritiana, Malva sylvestris ssp. mauritiana) — дворічна трав'яниста розсіяноволосиста або майже зовсім гола рослина, з роду мальва, родини мальвових.

## Систематика
Калачики мавританські ряд ботаніків вважає різновидом калачиків лісових (Malva sylvestris), інші виділяють її в самостійний вид.

## Морфологія
Стебло прямостояче, циліндричне, просте або від основи розгалужене, 50-150 (250) см заввишки. Листки чергові, довгочерешкові, 5-7 лопатеві, округлі, при основі густоопушені, по краю зарубчасто-зубчасті. Квітки правильні, двостатеві, на довгих квітконіжках, по 2-5 у пазухах листків; віночок з 5 великих, широкооберненояйцевидних, угорі злегка виїмчастих, фіолетово-пурпурових, з темними жилками пелюсток, у 4-5 рази довших за чашечку. Плід — з численних, розміщенних кільцем плодиків-сім'янок. Цвіте у липні - серпні.

## Поширення
Калачики мавританські трапляються на засмічених місцях, біля тинів, на городах, у садах, ярах, на луках на всій території України.

## Хімічний склад
Усі частини рослини, особливо коріння містить слизові речовини.

## Фармакологічні властивості і використання
Калачики мавританські виявляють пом'якшувальну, відхаркувальну, обволікаючу, заспокійливу та болетамувальну дію. Слиз має велику адсорбційну поверхню і діє антитоксично. Препарати калачиків мавританських приймають всередину при захворюваннях дихальних шляхів (бронхіт, сухий нестримний кашель, охриплість тощо), при запальних процесах у шлунку і кишечнику та при діареї. Для посилення терапевтичного ефекту квітки і листя калачиків мавританських поєднують з квітками гречки звичайної, підбілу звичайного і маку дикого та з травою медунки лікарської. Зовнішньо у вигляді полоскань, обмивань, примочок і припарок калачики мавританські використовують при гінгівітах, запальних станах верхніх дихальних шляхів, при ангіні й геморої та для лікування опіків, ран, виразок, різних форм дисгідрозів та інших захворюваннях шкіри. Часто калачики мавританські використовують як замінник алтеї лікарської. До складу лікувально-профіликтичного раціону включають салати з молодого листя калачиків.

## Заготівля і зберігання
Для виготовлення ліків використовують коріння, листя, квітки, або траву. Листя або всю надземну частину (траву) заготовляють під час цвітіння рослини. Листя обривають так, щоб залишки черешків не перевищували 2 см. Квітки обривають до розпукування, з чашечками, але без квітконіжок. Коріння копають восени. В перший день зібрану сировину пров'ялюють на сонці, апотім досушують під укриттям. Сухого листя виходить 16-17%, квіток — 18%, трави — 22%. Зберігають сировину в сухому місці. Рослина неофіцинальна.

## Лікарські форми і застосування
Внутрішньо — настій квіток або листя (1 столова ложка сировини на 400 мл окропу, настоюють 1 годину) по пів склянки 3 рази на день до їди, підсолоджуючі медом; настій листя (2 чайні ложки сировини на 200 мл холодної кип'яченої води, настоюють 3-5 годин) п'ють ковтками по 1 склянці на день; напар суміші (порівну) квіток калачиків мавританських, гречки звичайної, підбілу звичайного, маку дикого і трави медунки лікарської (50 г суміші на 1 л окропу, напарюють у термосі ніч) по 1 склянці 5 раз на день; салат — помите листя калачиків занурюють на 1 хвилину в окріп, подрібнюють, додають цибулі, хрону і солі, перемішують, заправляють вершками (на 100 г листя калачиків беруть 25 г ріпчастої цибулі, 25 г тертого хрону, 20 г вершків та сіль).
Зовнішньо — відвар суміші квіток і листя калачиків мавританських (по 1 столовій ложці в 1 склянці води) для полоскання і примочок; настій суміші (порівну) квіток калачиків мавританських алтеї лікарської, бузини чорної і дивини густоквіткової (1-2 чайні ложки суміші на 200 мл окропу) для полоскання і примочок; теплий залишок після проціджування настою квіток або листя калачиків прикладають до опіків 2-3 рази на день у вигляді припарок; настій пелюсток калачиків (2 пучки на 200 мл окропу настоюють 10 хвилин) використовують теплим для компресів при тріщині заднього проходу (Fissura ani); лосьйон — 2 столові ложки листя калачиків мавританських настоюють на 300 мл холодної кип'яченої води 1 годину і використовують для компресів (примочок) при надмірній жирності шкіри обличчя; суміш трави калачиків мавританських (200 г), трави полину звичайного, квіток ромашки лікарської, зерна вівса посівного (по 150 г) заливають 5 л окропу, настоюють протягом дня, ввечері кип'ятять і додають до ванни, яку приймають на ніч при збільшенні селезінки (тривалість процедури — 20-30 хвилин).